# Roland de Margerie
Pour les autres membres de la famille, voir Famille Jacquin de Margerie.
Roland Jacquin de Margerie, né le 6 mai 1899 et mort le 13 juillet 1990, est un diplomate français.

## Biographie
Issu de la famille Jacquin de Margerie, il est le fils du diplomate Pierre Jacquin de Margerie (1861-1942), Secrétaire général du ministère des Affaires étrangères en 1914 et ambassadeur à Berlin après la Première Guerre mondiale, et de Jeanne Rostand. Diplômé de l'École libre des sciences politiques. Il devient à son tour diplomate. Secrétaire d'ambassade à Londres avant la Seconde Guerre mondiale, il est appelé dans le cabinet de Paul Reynaud. Le 11 juin 1940, il assiste à la conférence de Briare entre les dirigeants français et britanniques, dont il rédige le compte-rendu officiel. C'est à ce moment qu'il accompagne le général de Gaulle à Londres et le présente à Winston Churchill.
Roland de Margerie part ensuite en Chine pour devenir consul général et gouverneur de la concession française de Shanghaï. La concession française est rétrocédée à la Chine en 1943. Roland de Margerie remet les clefs de la ville au maire chinois Cheng Gengbo. Il rejoint alors la légation française de Pékin.
Après guerre, il joue un rôle important dans la réconciliation avec l'Allemagne. Il fut d'abord ambassadeur en Espagne franquiste de 1959 à 1962, dans un moment de détente des relations franco-espagnoles.
En tant qu'ambassadeur à Bonn, il prépare la réconciliation officielle entre de Gaulle et Adenauer et assiste  à la signature du traité d'amitié franco-allemand en 1963.
Il est également ambassadeur de France auprès du Saint-Siège en 1958 lors de la mort de Pie XII et l'élection de Jean XXIII. Il est ensuite ambassadeur en Espagne.
Marié à la sœur d'Alfred Fabre-Luce, il est le père d'Emmanuel Jacquin de Margerie (1924-1991), également diplomate, ambassadeur de France en Espagne, en Grande-Bretagne et aux États-Unis, du théologien jésuite Bertrand Jacquin de Margerie (1923-2003) et de l'écrivain Diane Jacquin de Margerie (1927-2023). Ses mémoires publiés entre 2010 et 2012 sont un riche et précieux témoignage sur l'histoire du XXe siècle mais aussi un remarquable document sur l'histoire culturelle et littéraire.

## Décorations
- Commandeur Ordre National de la Légion d'Honneur
- Grand Croix de l'Ordre de l'Etoile Noire